# Wsiewołod Strażewski
Wsiewołod Strażewski, poljski general, * 1897, † 1973.